# Herreid
Herreid è una città della contea di Campbell, Dakota del Sud, Stati Uniti. La popolazione era di 438 abitanti al censimento del 2010.
Herreid fu progettata nel 1901 e prende il nome da Charles N. Herreid, quarto governatore del Dakota del Sud.

## Geografia fisica
Secondo lo United States Census Bureau, ha un'area totale di 1,39 mi² (3,60 km²).

## Società

### Evoluzione demografica
Secondo il censimento del 2010, la popolazione era di 438 abitanti.

### Etnie e minoranze straniere
Secondo il censimento del 2010, la composizione etnica della città era formata dal 97,5% di bianchi, lo 0,2% di afroamericani, lo 0,7% di nativi americani, lo 0,2% di asiatici, lo 0,0% di oceanici, lo 0,0% di altre razze, e l'1,4% di due o più etnie. Ispanici o latinos di qualunque razza erano il 2,5% della popolazione.